# 蜜袋貂
蜜袋貂（學名：Tarsipes rostratus）是一種小型有袋類，是長吻袋貂科長吻袋貂屬下唯一的物種。雄性體重約7-11克；雌性有則重約8-16克。身長約6.5-9釐米。夜行性。為最依賴花生存的哺乳類，只食花蜜和花粉，也因此是Banksia attenuata、Banksia coccinea 和 Adenanthos cuneatus等山龍眼科植物的重要授粉媒介。牠們用尖端有刺的長舌頭舔食花蜜。一般壽命為兩年。